# Lisankhu
Lisankhu (nep. लिसंखु) – gaun wikas samiti w środkowej części Nepalu  w strefie Bagmati w dystrykcie Sindhupalchowk. Według nepalskiego spisu powszechnego z 2001 roku liczył on 63 gospodarstw domowych i 323 mieszkańców (145 kobiet i 178 mężczyzn).